# Plaza Washington (Caracas)
La Plaza Washington es un espacio público localizado en la avenida Páez, entre las calles Miranda y Bolívar, de la Parroquia El Paraíso del Municipio Libertador, al oeste de la ciudad de Caracas.
La estatua de George Washington del escultor norteamericano William Rudolf O´Donovan fue originalmente erigida en espacios cercanos a la Basílica de Santa Teresa, en 1883, los cuales pasan a denominarse oficialmente como Plaza Washington a partir de 1888. La inscripción de su pedestal dice: "El Gobierno y el Pueblo de Venezuela a JORGE WASHINGTON, fundador de la República del Norte. Erigido en el Centenario del Libertador Simón Bolívar, 1883."
Fue trasladada a su actual ubicación en El Paraíso el 19 de abril de 1921. 